# Delio Venturotti
Delio Venturotti (Calto, 25 de outubro de 1909 — Florianópolis, 1 de junho de 2022) foi um supercentenário italiano radicado no Brasil. Seu status como supercentenário foi validado pela European Supercentenarian Organisation (ESO), LongeviQuest (LQ).

## Biografia
Entre 1912 ou 1913 Luigi Venturotti, pai de Delio, escutou de um tenente das Forças Armadas Italianas que em pouco tempo haveria uma guerra de grandes proporções na Europa. E que a Itália, onde moravam, deveria sofrer consequências. Com três anos e meio de idade, Delio deixou a Itália emigrando com sua família com seu pai Luigi, sua mãe Giovanna Arrivabene, e duas irmãs. Em 1914, a família de imigrantes italianos Venturotti chegou ao Brasil.
Ao chegarem no litoral do Espírito Santo, os Venturotti foram a cavalo para o interior do estado trabalhar nas plantações. Ainda na adolescência, Delio perdeu a mãe quando tinha quinze anos. Da vida na plantação de café, já mais velho, mas ainda solteiro, Venturotti começou a trabalhar como motorista até 1942. Deste ano até se aposentar, ele trabalhou na loja de tecidos no Espírito Santo. Foi vendedor, virou gerente. Neste período também conheceu dona Dulcelina e aos 36 anos, ele se casou. O casal teve quatro filhos.
Segundo uma de suas filhas, Maria Dulce Venturotti Collares, o pai sempre foi um homem extremamente trabalhador. Só deixou o serviço de lado para se aposentar e se unir à família e, após 53 anos de Espírito Santo, se mudar para São Paulo. Seu Delio e dona Dulcina moraram ainda 29 anos em na capital paulista, até se mudarem para Florianópolis.

## Morte
Segundo seus familiares, o falecimento ocorreu por volta das 23h35min da noite de quarta-feira, 01/06. “Papai partiu”, escreveu Delio Venturotti Filho à redação de Insieme no começo da madrugada de hoje. O supercentenário viveu 112 anos, sete meses e sete dias.«Falece Venturotti, o italiano mais velho do mundo. Viveu 112 anos, sete meses e sete dias». Insieme. Consultado em 2 de junho de 2022</ref>